# Janusz Kalbarczyk
Janusz Antoni Kalbarczyk (* 13. Juni 1910 in Warschau; † 2. März 1999 in Piastów) war ein polnischer Eisschnellläufer.
Kalbarczyk, der für den AZS Warszawa, Polonia Warszawa, KS Warszawianka und Legia Warschau startete, wurde 13-mal polnischer Meister im Mehrkampf (1929, 1931–1934, 1938, 1939, 1946–1951) und lief bei der Mehrkampf-Europameisterschaft 1932 in Davos auf den neunten Platz. Bei der Mehrkampf-Weltmeisterschaft 1935 in Oslo errang er den 15. Platz. In der Saison 1935/36 belegte er bei der Mehrkampf-Weltmeisterschaft 1936 in Davos den 13. Platz und bei den Olympischen Winterspielen 1936 in Garmisch-Partenkirchen den 12. Platz über 5000 m und den neunten Rang über 10.000 m. In den folgenden Jahren kam er bei der Mehrkampf-Europameisterschaft 1937 in Davos und der Mehrkampf-Europameisterschaft 1939 in Riga jeweils auf den neunten Platz, bei der Mehrkampf-Europameisterschaft 1938 in Oslo auf den 13. Rang und bei der Mehrkampf-Weltmeisterschaft 1939 in Helsinki auf den achten Platz. Nach dem Zweiten Weltkrieg belegte er bei der Mehrkampf-Europameisterschaft 1947 in Stockholm den 20. Platz und bei der Mehrkampf-Weltmeisterschaft 1949 in Oslo den 26. Rang.

## Persönliche Bestleistungen
| Disziplin | Zeit        | Datum            | Ort                    |
| --------- | ----------- | ---------------- | ---------------------- |
| 500 m     | 45,7 s      | 22. Januar 1938  | Oslo                   |
| 1000 m    | 1:34,0 min  | 24. Februar 1938 | Pruszków               |
| 1500 m    | 2:24,0 min  | 30. Januar 1937  | Davos                  |
| 5000 m    | 8:37,3 min  | 30. Januar 1937  | Davos                  |
| 10.000 m  | 17:54,0 min | 6. Februar 1936  | Garmisch-Partenkirchen |